# Stephan Ullrich

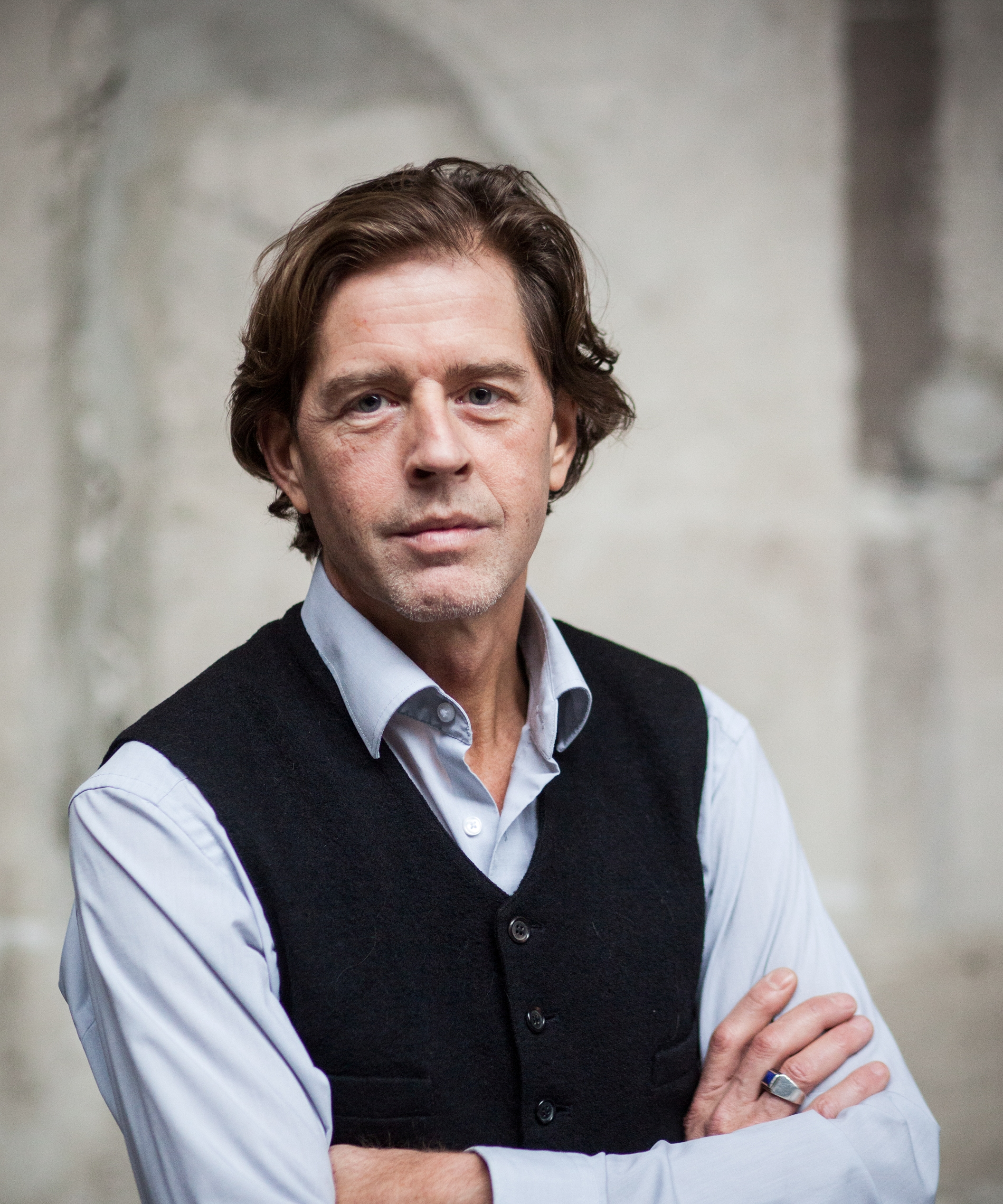
Stephan Ullrich

Stephan Ullrich (* 31. August 1960 in Solingen) ist ein deutscher Schauspieler.

## Leben und Karriere
Stephan Ullrich absolvierte von 1983 bis 1986 eine Schauspielausbildung an der Neuen Münchner Schauspielschule. Danach spielte er Theater am Schauspielhaus Bochum, am Schloßtheater Moers, am Schauspielhaus Düsseldorf, am Stadttheater Aachen und seit 2007 am Schauspielhaus Essen. 2008 übernahm er am Theater Essen die Rolle des Tilo in der Uraufführung des neuen Stücks Wir sind immer oben von Dirk Laucke. Bei den Burgfestspielen Bad Vilbel spielte er 2009 den Tournel in der Komödie Floh im Ohr von Georges Feydeau. Er wirkt auch regelmäßig seit 2011 bei den Bad Hersfelder Festspielen mit. 2013 trat er dort als Caliban in Shakespeares Spätwerk Der Sturm und als Tempelherr in Nathan der Weise auf, 2014 als Graf von Leicester in Maria Stuart.
In der Spielzeit 2012/13 trat er am Schauspielhaus Bochum als Jason in Medea auf. Am Prinzregenttheater in Bochum spielte er 2011 den Christian Buddenbrook in einer Bühnenfassung des Romans Buddenbrooks; 2013 folgte dort der Serge in Kunst von Yasmina Reza. 2013 trat Ullrich dort auch als Schauspieler und Sprecher bei dem Liedzyklus Die schöne Magelone von Johannes Brahms (Text: Martin Walser), einer Koproduktion mit den Bochumer Symphonikern, auf. In der Spielzeit 2012/13 übernahm er an den Städtischen Bühnen Wuppertal die Rollen Regierungsrat Hübner/Kapitän Brangersen in der Operette Glückliche Reise. Außerdem spielte er 2013 an der Oper Wuppertal den Vater der Braut in der Oper Bluthochzeit von Wolfgang Fortner. Die DVD erschien 2013 bei Wergo/Schott Music.
In den Spielzeiten 2014–16 war als Gast am Theater Osnabrück engagiert. Er spielte dort den Schatten in Der schwarze Obelisk nach dem Roman von Erich Maria Remarque, die Rollen Jonathan Leverkühn/Helmut Institoris in Doktor Faustus, Mitch in Endstation Sehnsucht und Sorin in Die Möwe in der Regie von Annette Pullen.
2015 wirkte er als Fürst Escalus in Romeo und Julia, in einem Projekt der Wuppertaler Bühnen mit dem Tanztheater Pina Bausch, mit.
In der Spielzeit 2016/17 spielte er am E.T.A.-Hoffmann-Theater in Bamberg die Könige Aietes und Kreon in Das Goldene Vlies, und in der von Remsi Al Khalisi bearbeiteten Bühnenfassung von Unterwerfung von Michel Houellebecq die Hauptfigur François in der Regie von Sibylle Broll-Pape.
Bei den Bad Gandersheimer Festspielen 2017 trat er als Präsident von Walter in Kabale und Liebe (Regie: Achim Lenz) auf und spielte den alten Harry Frommermann in Comedian Harmonists 2 (Regie: S. Wissmann).
Seit der Spielzeit 2017/18 ist er im Ensemble des E.T.A.-Hoffmann-Theaters in Bamberg. Zur Spielzeiteröffnung trat er dort in Engel in Amerika (Regie: Sibylle Broll-Pape) als Roy Cohn auf. Außerdem spielte er in Am Königsweg von Elfriede Jelinek in der Regie von Daniel Kunze und in der Uraufführung Brand von Bettina Erasmy, Regie: Cilli Drexel. Ab März 2018 übernahm er die Rolle des Vaters Maximilian von Moor in Schillers Frühwerk Die Räuber. 2019 spielte er König Claudius in Shakespeares Hamlet (Regie: Sebastian Schug), anschließend Julius in Die Zeit und das Zimmer von Botho Strauß in der Regie von Sibylle Broll-Pape. In der Eröffnungspremiere der Spielzeit 2019/20 übernahm er am ETA-Hoffmann-Theater Bamberg die Titelrolle in Faust1in2 von Goethe (Regie: Sibylle Broll-Pape). In der Spielzeit 2020/21 spielte er am ETA-Hoffmann-Theater Bamberg den Leonid Andrejewitsch Gajew im Tschechow-Stück Der Kirschgarten. In der Spielzeit 2021/22 war er in der Eröffnungspremiere als Vizepräsident Selch in dem Theaterstück Im Reich des Todes von Rainald Goetz sowie als Präfekt de Caro in Die Kunst der Komödie von Eduardo de Filippo (Regie: Sebastian Schug) zu sehen. In der Spielzeit 2021/22 spielte er am ETA-Hoffmann-Theater Bamberg den Dorfrichter Adam in Der zerbrochne Krug in einer Inszenierung von Fabian Gerhardt. Im Mai 2022 spielte er in der Eröffnungsinszenierung der Bayerischen Theatertage am ETA-Hoffmann-Theater Bamberg in der Uraufführung der Komödie Kängurus am Pool von Theresia Walser (Regie: Sibylle Broll-Pape) die Rolle des dementen Vaters Dr. Brunk. In der Spielzeit 2022/23 spielte er am ETA-Hoffmann-Theater in Bamberg in Sebastian Schugs Inszenierung des Theaterstücks Wir sind noch einmal davongekommen von Thornton Wilder den Henry (Kain) Antrobus.

## Repertoire
Er spielte am Theater die klassischen Rollen seines Fachs wie den Camille Desmoulins und den Danton in Dantons Tod von Georg Büchner, den Prinzen Philip in Yvonne, Prinzessin von Burgund von Witold Gombrowicz und den Glagoljew in Platonov von Anton Čechov. Außerdem übernahm er Sprechrollen in der Oper, z. B. den Bassa Selim in Die Entführung aus dem Serail von Wolfgang Amadeus Mozart.
Bekanntheit erlangte Stephan Ullrich auch durch seine zahlreichen Fernsehrollen. Er übernahm dabei durchgehende Serienhauptrollen, wiederkehrende Episodenrollen und auch Gastrollen. Mit der Hauptrolle des Felix Althofer in der ZDF-Serie Samt & Seide gelang ihm der Durchbruch als Fernsehschauspieler. 2010 hatte er eine Episodenhauptrolle in der Fernsehserie Danni Lowinski. 2013 war er als Dr. Welzheim in einer der Hauptrollen der RTL-Produktion Helden – Wenn dein Land dich braucht zu sehen.
Stephan Ullrich ist auch als Rezitator u. a. mit Der Mann ohne Eigenschaften von Robert Musil, Auf der Suche nach der verlorenen Zeit von Marcel Proust, Der Zauberberg und Joseph und seine Brüder von Thomas Mann und Die Tigerin von Walter Serner hervorgetreten. 2019 begann die 7-teilige Lesereihe des Ulysses von James Joyce in Kooperation mit der Literarischen Gesellschaft Bochum. In der Spielzeit 2021/22 setzte er seine Lesereihe mit Heinrich Manns Roman Der Untertan fort. In der Spielzeit 2022/23 liest Stephan Ullrich am ETA-Hoffmann-Theater in Bamberg in einer achtteiligen Lesereihe „Heinrich von Kleist: Sämtliche Erzählungen“.

## Filmografie (Auswahl)
- 1995: Amerika (TV-Film)
- 1997: Weihnachten mit Willy Wuff – Mama braucht einen Millionär (TV-Film)
- 1998: Polizeiruf 110 – Discokiller (TV-Reihe)
- 1998: Polizeiruf 110 – Todsicher (TV-Reihe)
- 1998: Schlosshotel Orth – Biker (TV-Serie)
- 1999: Atemlose Liebe (TV-Film)
- 2000–2005: Samt und Seide (TV-Serie)
- 2001: Forsthaus Falkenau – Die Traufe & Liebe verkehrt (TV-Serie)
- 2002: Für alle Fälle Stefanie (TV-Serie)
- 2003: In aller Freundschaft (TV-Serie)
- 2003: Die Rettungsflieger (TV-Serie)
- 2004: Das Traumhotel – Verliebt auf Mauritius (TV-Film)
- 2004–2008: SOKO 5113 (TV-Serie)
- 2006: Bettis Bescherung (TV-Film)
- 2007: Forsthaus Falkenau (TV-Serie)
- 2008: Im Namen des Gesetzes (TV-Serie)
- 2009: Plötzlich Onkel (TV-Film)
- 2010: Danni Lowinski (TV-Serie)
- 2013: Helden – Wenn dein Land dich braucht (TV-Film)
- 2013: Tatort – Eine andere Welt (TV-Reihe)
- 2023: Unsere wunderbaren Jahre (TV-Serie, 2. Staffel)